# Vales do Alvito
Vales do Alvito é uma aldeia da freguesia de Alvito da Beira, Município de Proença-a-Nova e Distrito de Castelo Branco com 24 habitantes